# Paul Spiess
Paul Spiess (* 31. Juli 1924; † 26. Juni 2001) war ein Schweizer Frauenhandballtrainer und Pionier des Frauenhandballs der Schweiz.

## Karriere
Spiess begann mit der Leichtathletik-Sektion Brühl (LAS) auf dem Grossfeld Handball zu spielen. Ein Jahr darauf trat er dem SC Brühl bei.
Zwischen 1952 und 61 war er Spielertrainer des Männerteams und Tranier des Damenhandballclubs St. Gallen (DHC).
In der Zeit zwischen 1969 und 1979 wurde er mit den Frauen elf Mal Meister.
Er hatte zwischen 1960 und 1965 das Amt des Vizepräsidenten innen und anschliessend bis 1970 das des Präsidenten. Daraufhin wurde er zum Ehrenmitglied gewählt.
Auf sein Bestreben hin wurde 1971 die Schweizer Frauen-Handballnationalmannschaft gegründet. Er war Mitglied des Zentralvorstandes des SHV von 1982 bis 1986 und wurde danach Ehrenmitglied des SHV.

## Erfolge
Als Trainer
- Schweizerischer Meister (Frauen): 1969/70, 1970/71, 1971/72, 1972/73, 1973/74, 1974/75, 1975/76, 1976/77, 1977/78, 1978/79

## Ehrungen
- Ehrenmitglied LC Brühl 1970
- Ehrenmitglied des Schweizerischer Handball-Verbandes 1986